# Htantabin
Htantabin är en kommun i Myanmar.   Den ligger i regionen Bagoregionen, i den centrala delen av landet, 120 km söder om huvudstaden Naypyidaw. Antalet invånare är 120 540.